# Maracás
Maracás é um município brasileiro situado no estado da Bahia, na Mesorregião do Centro-Sul Baiano.

## Clima
Maracás possui um clima tropical de altitude e é classificado na escala climática internacional de Köppen como Cwb, por apresentar um verão úmido e fresco causados pelas chuvas de verão e frentes frias vindas do sul do Brasil e invernos relativamente frios e mais secos. Maracás tem um clima oceânico, tipo Cwb criado por sua elevada altitude e sua posição no agreste baiano que leva a cidade a receber, ainda uma influência marítima, das massas nebulares vindas do oceano atlântico e das massas polares oceânicas advindas do Brasil meridional.

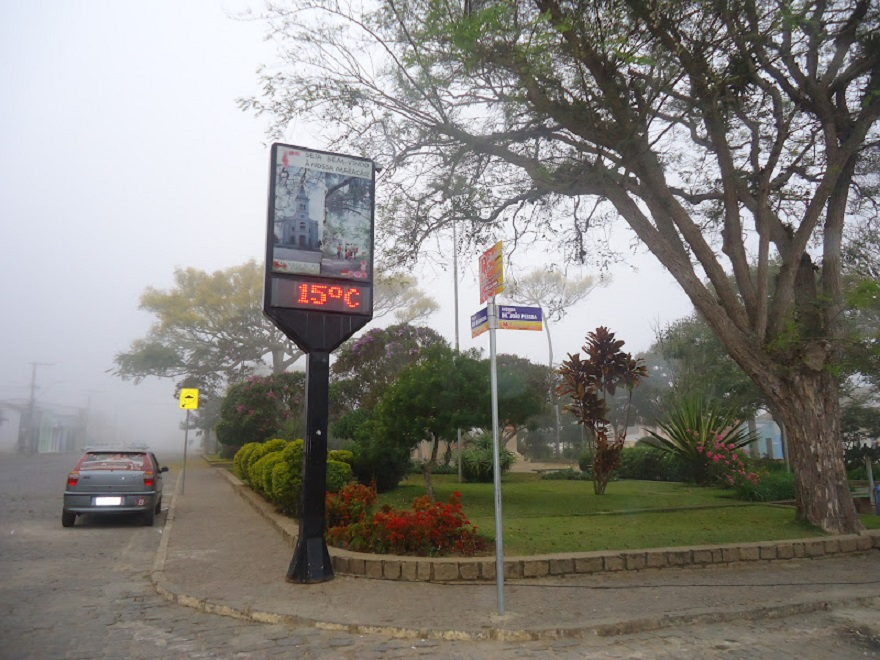
Praça Ruy Barbosa, com o termômetro marcando 15°C

| Gráfico climático para Maracás, Bahia                    | Gráfico climático para Maracás, Bahia | Gráfico climático para Maracás, Bahia | Gráfico climático para Maracás, Bahia | Gráfico climático para Maracás, Bahia | Gráfico climático para Maracás, Bahia | Gráfico climático para Maracás, Bahia | Gráfico climático para Maracás, Bahia | Gráfico climático para Maracás, Bahia | Gráfico climático para Maracás, Bahia | Gráfico climático para Maracás, Bahia | Gráfico climático para Maracás, Bahia |
| -------------------------------------------------------- | ------------------------------------- | ------------------------------------- | ------------------------------------- | ------------------------------------- | ------------------------------------- | ------------------------------------- | ------------------------------------- | ------------------------------------- | ------------------------------------- | ------------------------------------- | ------------------------------------- |
| J                                                        | F                                     | M                                     | A                                     | M                                     | J                                     | J                                     | A                                     | S                                     | O                                     | N                                     | D                                     |
| 51 25 17                                                 | 46 25 17                              | 59 25 17                              | 32 23 17                              | 18 22 16                              | 18 21 14                              | 18 20 13                              | 14 21 13                              | 11 23 15                              | 27 25 16                              | 77 25 17                              | 99 25 17                              |
| Temperaturas em °C • Precipitações em mmFonte: Meteoblue |                                       |                                       |                                       |                                       |                                       |                                       |                                       |                                       |                                       |                                       |                                       |

| Mês                          | Jan          | Fev          | Mar          | Abr         | Mai          | Jun          | Jul          | Ago          | Set          | Out          | Nov          | Dez          | Ano            |
| ---------------------------- | ------------ | ------------ | ------------ | ----------- | ------------ | ------------ | ------------ | ------------ | ------------ | ------------ | ------------ | ------------ | -------------- |
| Recorde alta °C (°F)         | 28.0 (82.4)  | 28.0 (82.4)  | 28.0 (82.4)  | 27.0 (80.6) | 26.0 (78.8)  | 24.0 (75.2)  | 24.0 (75.2)  | 25.0 (77)    | 27.0 (80.6)  | 29.0 (84.2)  | 29.0 (84.2)  | 28.0 (82.4)  | 29 (84.2)      |
| Média alta °C (°F)           | 23.0 (73.4)  | 23.0 (73.4)  | 23.0 (73.4)  | 22.0 (71.6) | 21.0 (69.8)  | 20.0 (68)    | 19.0 (66.2)  | 20.0 (68)    | 22.0 (71.6)  | 23.0 (73.4)  | 23.0 (73.4)  | 23.3 (73.9)  | 21.86 (71.34)  |
| Média diária °C (°F)         | 22.0 (71.6)  | 22.0 (71.6)  | 22.0 (71.6)  | 20.0 (68)   | 19.0 (66.2)  | 17.5 (63.5)  | 16.5 (61.7)  | 17.0 (62.6)  | 19.0 (66.2)  | 20.5 (68.9)  | 22.0 (71.6)  | 22.0 (71.6)  | 19.96 (67.93)  |
| Média baixa °C (°F)          | 17.0 (62.6)  | 17.0 (62.6)  | 17.0 (62.6)  | 17.0 (62.6) | 16.0 (60.8)  | 14.0 (57.2)  | 13.0 (55.4)  | 13.0 (55.4)  | 15.0 (59)    | 16.0 (60.8)  | 17.0 (62.6)  | 17.0 (62.6)  | 15.8 (60.35)   |
| Recorde baixa °C (°F)        | 14.0 (57.2)  | 14.0 (57.2)  | 15.0 (59)    | 14.0 (57.2) | 13.0 (55.4)  | 11.0 (51.8)  | 10.0 (50)    | 11.0 (51.8)  | 12.0 (53.6)  | 13.0 (55.4)  | 14.0 (57.2)  | 14.0 (57.2)  | 10 (50)        |
| Média precipitação mm (pol.) | 51.0 (2.008) | 46.0 (1.811) | 59.0 (2.323) | 32.0 (1.26) | 18.0 (0.709) | 18.0 (0.709) | 18.0 (0.709) | 14.0 (0.551) | 11.0 (0.433) | 27.0 (1.063) | 77.0 (3.031) | 99.0 (3.898) | 470.0 (18.504) |
| Média de dias chuvosos       | 13.2         | 13.1         | 14.5         | 13.4        | 12.3         | 11.2         | 11.4         | 10.3         | 6.7          | 8.0          | 12.4         | 14.6         | 141.1          |
| Fonte: Meteoblue.            |              |              |              |             |              |              |              |              |              |              |              |              |                |

## Geografia
Em 2020 o município contava com uma população de aproximadamente 20 393 habitantes. Destes, cerca de 38% vive na zona rural localizada na região econômica do sudoeste da Bahia, na mesorregião do Centro-Sul Baiano e na microrregião de Jequié, a 365 km de Salvador.
Situada a uma altitude de 976 metros, medida na sede do município, tem como ponto mais elevado o Morro da Contagem, com mais de 1 295 metros.

## Economia
Tem tradição nos festejos juninos, já tendo sido apelidada de Suíça Baiana por ser uma cidade de clima muito frio com relação às cidades do entorno.
A sua base econômica é predominantemente, a pecuária bovina extensiva de corte, com um giro de aproximadamente quinhentas cabeças/mês. Além disso, o município conta com uma grande jazida de vanádio, que começou a ser extraída em 2014, na qual contribuirá para a economia local.
Existe ainda o tradicional cultivo de flores para exportação, facilitado principalmente pelo clima da região. Desde 2003 o cultivo é fomentado pelo Governo do Estado da Bahia pelo programa de Flores da Bahia.
Complementando sua base econômica, destaca-se a mandioca, o mel, o feijão, o milho, tomate, pimentão, melancia, maracujá e outras culturas além de sazonalmente, o café e o extrativismo de umbu. Grandes plantações de eucaliptos para produção de carvão vegetal se estendem por algumas áreas no entorno da cidade.
Um tímido comércio, aposentadorias, programas assistenciais federais e funcionalismo público complementam a renda do município.

## Infraestrutura

### Segurança Pública Municipal
A Guarda Civil Municipal de Maracás, criada no ano de 2001, com base na Constituição Federal no seu Art. 144, parágrafo 8 que destaca: "os Municípios poderão constituir Guardas Municipais destinadas à proteção de seus bens, serviços e instalações, conforme dispuser a lei."
A Guarda Municipal de Maracás iniciou sua atividade comandada pelo Agente da Polícia Civil Orlando Paganucci. Após troca da administração pública da Prefeitura Municipal, foi indicado o novo comandante, assumindo no primeiro dia de 2007, o sargento da PM Beneval Assunção Leone, o qual nomeou Reinaldo Filho como Sub-Comandante.
Ainda nesse ano houve significadas mudanças na instituição, como valorizar a corporação, mudança do uniforme e brasão, regulamento de conduta.
E em 1º de janeiro de 2016, o Sargento da PM R.R. Gildásio da Costa Lima assumiu o comando da Guarda Civil Municipal, cadastrada na Secretária de Segurança Pública do Estado da Bahia. A GCMM (Guarda Civil Municipal de Maracás) em sua formação atual está composta por 11 (onze) GCMs, que dentro da sua área e poder de atuação vêm desenvolvendo um trabalho ostensivo e preventivo em todos os órgãos públicos, pertencentes às esferas municipais e estaduais, visando atender todas as expectativas e necessidades da população maracaense, assim, cumprindo seu trabalho de forma ordeira.  

### Educação

#### IDH
Atualmente, cerca de 70% da população vive na margem da pobreza segundo a Fundação Getulio Vargas, com base nos dados do IBGE de 2005. A mortalidade infantil (29/1000 segundo o IBGE para o ano de 2005) também é um agravante social.
Seu IDH se mantém em torno de 0,61.
O índice de analfabetismo a partir dos 15 anos é de 26% para o total da população.

### Transporte
O acesso ao município é rodoviário, e mantém-se razoável graças ao investimento do Banco Mundial no Programa de Revitalização de Rodovias no Estado da Bahia, a partir de 2005.

## Galeria
Maracás
- Prefeitura Municipal de Maracás
- Igreja de Nossa Senhora das Graças
- Fórum da Comarca de Maracás
- Feira Livre de Maracás
- Bairro de Irmã Dulce
- Centro da cidade